# Yellowstone (serie de televisión)
Yellowstone es una serie de televisión dramática neo-western estadounidense creada por Taylor Sheridan y John Linson que se emitió en Paramount Network del 20 de junio de 2018 al 15 de diciembre de 2024. La serie está protagonizada por Kevin Costner,  Wes Bentley, Kelly Reilly, Luke Grimes, Cole Hauser y Gil Birmingham. La serie sigue los conflictos a lo largo de las fronteras compartidas del rancho Yellowstone Dutton, un gran rancho de ganado, la reserva india Broken Rock, el parque nacional de Yellowstone y los desarrolladores de tierras.
En 2013, Sheridan comenzó a trabajar en la serie, ya que recientemente se había cansado de actuar y se pasó a escribir guiones. Habiendo vivido en las zonas rurales de estados como Texas y Wyoming, Sheridan ambientó la serie en Montana y estableció los primeros guiones en Livingston. Sheridan inicialmente presentó la serie a HBO, pero la cadena se negó. En mayo de 2017, Paramount Network anunció que había dado luz verde a su primera serie guionizada, Yellowstone, y que sería escrita, dirigida y producida ejecutivamente por Sheridan.
La serie se convirtió en la primera de la franquicia televisiva de Yellowstone, que incluye las precuelas 1883 (2021-2022) y 1923 (2022-2025) y las próximas secuelas The Madison y Y: Marshals, mientras que otras múltiples series derivadas siguen en diversas fases de desarrollo.

## Sinopsis
La serie sigue a John Dutton, que controla el rancho contiguo más grande de los Estados Unidos, bajo el constante ataque de aquellos que lo acechan — desarrolladores de tierras, una reserva india y el primer Parque nacional de Estados Unidos. Es un intenso estudio de un mundo violento, lejos del escrutinio de los medios de comunicación — donde las tierras atraen a los desarrolladores a miles de millones y los políticos son comprados y vendidos por las mayores corporaciones de petróleo y madera del mundo. Donde el agua potable envenenada por pozos y asesinatos sin resolver no son noticia: son una consecuencia de vivir en la nueva frontera. Es lo mejor y lo peor de Estados Unidos visto a través de los ojos de una familia que representa a ambos.

## Elenco y personajes

### Principales
- Kevin Costner como John Dutton, el patriarca de la sexta generación de la familia Dutton que controla el rancho contiguo más grande de los Estados Unidos. Se enfrenta al desafío de defender su tierra de aquellos que tratarían de arrebatárselo, al tiempo que supera la reciente muerte de su hijo y un reciente diagnóstico de cáncer de colon.
  - Josh Lucas interpreta a un joven John Dutton en un papel recurrente.
- Luke Grimes como Kayce Dutton, un ex SEAL de la Marina de los Estados Unidos y uno de los hijos de John y Evelyn. Vive en la reserva india local con su esposa y su hijo.
  - Rhys Alterman interpreta a un joven Kayce en un papel recurrente.
- Kelly Reilly como Beth Dutton, una financiera e hija de John y Evelyn. Ella es educada, altamente inteligente y una gran manipuladora. Ella también es, sin embargo, muy inestable y sufre de un problema de abuso de sustancias.
  - Kylie Rogers interpreta a una joven Beth en un papel recurrente.
- Wes Bentley como Jamie Dutton, un abogado, aspirante a político y uno de los hijos de John y Evelyn. Aunque es completamente leal a su padre y su familia, se siente constantemente frustrado por el estado actual de su familia. Él también tiene una relación intensa de amor/odio con su hermana Beth.
- Cole Hauser como Rip Wheeler, el capataz del rancho en Yellowstone y la mano derecha y el ejecutor de John. Rip ha trabajado en el rancho durante muchos años y es ferozmente leal a John. Él tiene una relación intermitente con Beth.
  - Kyle Red Silverstein interpreta a un joven Rip Wheeler.
- Kelsey Asbille como Monica Dutton, esposa nativa de Kayce con la que vive en la reserva local, donde ella es maestra en una escuela.
- Brecken Merrill como Tate Dutton, hijo de Kacey y Monica.
- Jefferson White como Jimmy Hurdstrom
- Danny Huston como Dan Jenkins (temporadas 1–2), un desarrollador de terrenos con aspiraciones de construir en partes de Yellowstone.
- Gil Birmingham como Thomas Rainwater, el jefe de la reserva india cercana.
- Forrie J. Smith como Lloyd (temporadas 3–; recurrente temporadas 1–2)
- Denim Richards como Colby (temporadas 3–; recurrente temporadas 1–2)
- Ian Bohen como Ryan (temporadas 4–; recurrente temporadas 1–3)
- Ryan Bingham como Walker (temporadas 4–; recurrente temporadas 1–3)
- Finn Little como Carter (temporadas 4–)
- Wendy Moniz como Lynelle Perry (temporada 5; recurrente temporadas 1, 3; invitada temporadas 2, 4), la gobernadora de Montana.
- Jennifer Landon como Teeter (temporada 5; recurrente temporadas 3–4)
- Kathryn Kelly como Emily (temporada 5; recurrente temporada 4)
- Moses Brings Plenty como Mo (temporada 5; recurrente temporadas 1–4), un conductor de Rainwater

### Recurrentes
- Atticus Todd como Ben Waters
- Timothy Carhart como A.G. Stewart
- Rudy Ramos como Felix Long
- Tokala Black Elk como Sam Stands Alone
- Kelly Rohrbach como Cassidy Reid
- Michaela Conlin como Sarah Nguyen
- Luke Peckinpah como Fred Meyers
- Walter C. Taylor III como Emmett Walsh
- Fredric Lehne como Carl Reynolds
- Savonna Spracklin como Alice Wahl
- Robert Mirabal como Littlefield
- Heather Hemmens como Melody Prescott
- Katherine Cunningham como Christina
- John Aylward como el Padre Bob
- Morningstar Angeline como Samantha Long
- Bill Tangradi como Alan Keene
- Michael Nouri como Bob Schwartz
- Gretchen Mol como Evelyn Dutton, la difunta esposa de John Dutton y madre de Kayce, Beth, Jamie y Lee.
- Barret Swatek como Victoria Jenkins, esposa de Dan Jenkins.
- David Brown como Jason, asistente de Beth Dutton.
- Eden Brolin como Mia

## Episodios
| Temporada | Temporada | Episodios | Episodios               | Emisión original        | Emisión original     |
| Temporada | Temporada | Episodios | Episodios               | Primera emisión         | Última emisión       |
| --------- | --------- | --------- | ----------------------- | ----------------------- | -------------------- |
|           | 1         | 9         | 9                       | 20 de junio de 2018     | 22 de agosto de 2018 |
|           | 2         | 10        | 10                      | 19 de junio de 2019     | 28 de agosto de 2019 |
|           | 3         | 10        | 10                      | 21 de junio de 2020     | 23 de agosto de 2020 |
|           | 4         | 10        | 10                      | 7 de noviembre de 2021  | 2 de enero de 2022   |
|           | 5         | 14        | 8                       | 13 de noviembre de 2022 | 1 de enero de 2023   |
| 6         | 5         | 14        | 10 de noviembre de 2024 | 15 de diciembre de 2024 |                      |

## Producción

### Desarrollo
En 2013, Taylor Sheridan  comenzó a trabajar en la serie, tras haberse cansado de la interpretación y empezar a escribir guiones. Tras haber vivido en zonas rurales de Texas y Wyoming, Sheridan ambientó la serie en Montana y se dedicó a escribir los primeros guiones en Livingston. Inicialmente propuso la serie a HBO, pero la cadena la rechazó.
El 3 de mayo de 2017, se anunció que Paramount Network había aceptado su primera serie con guion, Yellowstone. Paramount pidió la orden de la serie para una primera temporada de diez episodios. La serie está programada para ser escrita, dirigida y producida por Sheridan. Otros productores ejecutivos incluyen a John Linson, Art Linson, Harvey Weinstein, y David Glasser. En octubre de 2017, se anunció que tras los informes de acusaciones de abuso sexual contra el productor Harvey Weinstein, su nombre sería eliminado de los créditos de la serie, al igual que The Weinstein Company. El 15 de enero de 2018, Kevin Kay, presidente de Paramount Network, aclaró que Yellowstone no tendrá los créditos o el logotipo de The Weinstein Company, a pesar de que esa empresa participó en la producción. Además, afirmó que su intención es reemplazar a Weinstein Television con el nuevo nombre de la compañía en los créditos de la serie cuando esté disponible. El 15 de enero de 2018, se reveló en la gira anual de prensa de la  Asociación de Críticos de Televisión que la serie se estrenaría el 20 de junio de 2018.
El 24 de julio de 2018, se anunció que Paramount Network había renovado la serie para una segunda temporada. El 21 de marzo de 2019, se anunció que la segunda temporada se estrenaría el 19 de junio de 2019. El 19 de junio de 2019, se anunció que fue renovado por una tercera temporada de diez episodios. La tercera temporada se estrenó el 21 de junio de 2020. En febrero de 2020, Paramount Network renovó la serie por una cuarta temporada, antes del estreno de su tercera temporada. La cuarta temporada se estrenó el 7 de noviembre de 2021. En febrero de 2022, Paramount Network renovó la serie para una quinta temporada, que se estrenó el 13 de noviembre de 2022. La segunda parte de la quinta temporada se estrenó el 10 de noviembre de 2024.

### Casting
El 15 de mayo de 2017, se anunció que Kevin Costner había sido elegido para el papel principal para interpretar a John Dutton. En junio de 2017, se anunció que Luke Grimes, Cole Hauser, Wes Bentley, y Kelly Reilly se unieron en papeles principales. El 13 de julio de 2017, se informó que Kelsey Chow había sido elegida en un papel principal interpretando a Monica. En agosto de 2017, Dave Annable, Gil Birmingham, y Jefferson White fueron añadidos al elenco principal, mientras que Wendy Moniz, Gretchen Mol, Jill Hennessy, Patrick St. Esprit, Ian Bohen, Denim Richards y Golden Brooks aparecerán de forma recurrente. En noviembre de 2017, Michaela Conlin y Josh Lucas interpretarán papeles recurrentes. Finalmente, en diciembre de 2017, se anunció que, Heather Hemmens se había unido en un papel recurrente. El 13 de junio de 2018, se anunció que Barret Swatek había sido elegido para un papel recurrente.
El 14 de septiembre de 2018, se anunció que Neal McDonough se uniría al elenco de la segunda temporada en una capacidad recurrente. El 22 de agosto de 2019, se anunció que Dabney Coleman aparecería como invitado en el episodio 10 titulado «Sins of the Father».
El 19 de junio de 2019, se anunció que Josh Holloway fue elegido en un rol recurrente en la tercera temporada. En julio de 2019, se anunció que Richards y Forrie J. Smith fueron promovidos a roles principales y John Emmet Tracy fue elegido en un rol recurrente. En agosto de 2019, se anunció que Q'orianka Kilcher, Jennifer Landon y Karen Pittman fueron elegidas en papeles recurrentes.
En julio de 2021, se anunció que Jacki Weaver, Piper Perabo, Kathryn Kelly y Finn Little se unieron al elenco en la cuarta temporada. En febrero de 2022, se anunció que Jennifer Landon y Kelly fueron promovidas a roles principales en la quinta temporada.

### Rodaje
La serie entró en producción en agosto de 2017 en el Chief Joseph Ranch en Darby, Montana, que se presenta como el hogar de John Dutton. La filmación también comenzó ese mes cerca de Park City, Utah. La producción utilizó los tres estudios en el Utah Film Studio en Park City, que tiene un total de 4100 metros cuadrados. El edificio también alberga oficinas, salas de edición, un gran departamento de vestuario y tiendas de construcción. Para noviembre, la serie había filmado en más de veinte lugares en Utah, incluidos Salt Flats y Spanish Fork. Además, el rodaje también tuvo lugar en varios lugares de Montana. Según los informes, la producción durará hasta diciembre.
El rodaje de la temporada 3 durará entre el 27 de junio al 28 de septiembre de 2019.

### Música
El score de la serie fue compuesta por Brian Tyler que trabajó con músicos de la London Philharmonia Orchestra y solistas de violín, viola y violonchelo. El 17 de agosto de 2018, Sony Music lanzó la banda sonora de la primera temporada.

### Marketing
El 28 de febrero de 2018, Paramount Network lanzó un teaser tráiler de la serie. El 26 de abril de 2018, se lanzó el tráiler completo.
El 25 de junio de 2018, la serie se proyectó en el SeriesFest, un festival anual de televisión internacional, en el Anfiteatro Red Rocks en Denver, Colorado.

## Series derivadas

### 1883
Una serie precuela, titulada 1883 y ambientada durante el año titular, se estrenó el 19 de diciembre de 2021 en Paramount+ y concluyó después de diez episodios el 27 de febrero de 2022. En febrero de 2021, la serie se anunció como parte de un contrato de cinco años firmado por Sheridan con ViacomCBS y MTV Entertainment Group, bajo su título inicial Y: 1883. Se centra en una generación de la familia Dutton durante el Viejo Oeste mientras emprenden el arduo viaje por el país antes de asentarse en la tierra que se convertiría en el rancho de Yellowstone. La serie está protagonizada por Sam Elliott como Shea Brennan, Tim McGraw como James Dutton, Faith Hill como Margaret Dutton e Isabel May como Elsa Dutton. James es el bisabuelo de John Dutton III. Los flashbacks de James y Margaret Dutton aparecen durante la cuarta temporada de Yellowstone.
En mayo de 2022, se anunció una serie derivada titulada 1883: The Bass Reeves Story. Sin embargo, más tarde la serie se retitularía Lawmen: Bass Reeves y se confirmó que ya no tendría lugar en el universo de Yellowstone.

### 1923
Otra serie precuela, titulada 1923 y ambientada durante el año titular, se anunció en febrero de 2022 y estrenó su primera temporada el 18 de diciembre de 2022 en Paramount+, y concluyó el 6 de abril de 2025, después de dos temporadas que constaron de dieciséis episodios. Inicialmente titulada y ambientada en el año 1932, su título y ambientación se cambiaron a 1923 durante el desarrollo. Cronológicamente se sitúa después de 1883, se centra en una nueva generación de la familia Dutton durante la época de la expansión occidental, la Ley seca y la Gran Depresión, que en Montana comenzó una década antes. La serie está protagonizada por Helen Mirren como Cara Dutton, Harrison Ford como Jacob Dutton y Brandon Sklenar como Spencer Dutton. Jacob es el hermano mayor de James Dutton, quien apareció en 1883 y es el bisabuelo de John Dutton III.

### The Madison
En mayo de 2023, tras la prevista salida de Costner de Yellowstone durante la quinta temporada, se anunció el desarrollo de una secuela con el título provisional de 2024, con Matthew McConaughey en negociaciones para protagonizarla. En agosto de 2024, se anunció que el título provisional de la serie era The Madison, con Michelle Pfeiffer en el papel de la adinerada matriarca Stacy Clyburn, que traslada a su familia de Nueva York a Montana tras la trágica muerte de su marido y su cuñado en un accidente aéreo. Ese mismo mes, Patrick J. Adams y Beau Garrett se unieron al reparto junto a Elle Chapman y Amiah Miller.

### En desarrollo
En febrero de 2023, se informó que se estaba desarrollando otra serie precuela, titulada 1944 y ambientada durante el año titular. Se situará después de 1923 y se filmará en Bitterroot Valley.
En febrero de 2021, se anunció una serie derivada titulada 6666, que se desarrollará en la actualidad en Four Sixes Ranch en Texas y y está previsto que se estrene en Paramount Network. El 6666 Ranch también aparece durante la cuarta y quinta temporada de Yellowstone.

## Recepción

### Críticas
En Rotten Tomatoes, tiene una calificación de aprobación del 51% basándose en 35 reseñas, con un promedio de 5.86/10. El consenso crítico del sitio web dice, «Yellowstone demuestra ser demasiado melodramático para ser tomado en serio, disminuyendo los efectos del elenco talentoso y los hermosos trasfondos». En Metacritic, que usa un promedio ponderado, asignó a la temporada un puntaje de 53 sobre 100 basado en 26 reseñas, indicando «críticas mixtas».

### Audiencia
El estreno de dos horas de  Yellowstone promedió 2.8 millones de espectadores en vivo + el mismo día y se convirtió en la transmisión con guion original más vista en Paramount Network (o su predecesor Spike). La audiencia del estreno llegó a casi 4 millones cuando se incluyen los dos encore. La audiencia del estreno fue el doble mejor que la primera serie dramática con guion de Paramount Network, Waco y triplicó con respecto al debut de American Woman. Más tarde se informó que las calificaciones Nilsen Live+3 del estreno revelaron que 4.8 millones de espectadores finalmente vieron el doble episodio después de que se tuvo en cuenta la visualización diferida. En el tercer episodio de la serie, se informó que se había convertido en la segunda serie de televisión más vista en televisión por cable con soporte publicitario en 2018, solo detrás de la serie de AMC The Walking Dead.
| Temporada | Horario (ET)          | Episodios | Primera emisión         | Primera emisión      | Última emisión          | Última emisión       | Promedio de espectadores (millones) |
| Temporada | Horario (ET)          | Episodios | Fecha                   | Audiencia (millones) | Fecha                   | Audiencia (millones) | Promedio de espectadores (millones) |
| --------- | --------------------- | --------- | ----------------------- | -------------------- | ----------------------- | -------------------- | ----------------------------------- |
| 1         | Miércoles 10:00 p. m. | 9         | 20 de junio de 2018     | 2.83                 | 22 de agosto de 2018    | 2.37                 | 2.18                                |
| 2         | Miércoles 10:00 p. m. | 10        | 19 de junio de 2019     | 2.41                 | 28 de agosto de 2019    | 2.81                 | 2.36                                |
| 3         | Domingo 9:00 p. m.    | 10        | 21 de junio de 2020     | 4.23                 | 23 de agosto de 2020    | 5.16                 | 3.91                                |
| 4         | Domingo 8:00 p. m.    | 10        | 7 de noviembre de 2021  | 8.38                 | 2 de enero de 2022      | 9.34                 | 7.84                                |
| 5         | Domingo 8:00 p. m.    | 14        | 13 de noviembre de 2022 | 9.41                 | 15 de diciembre de 2024 | 7.37                 | 7.47                                |

### Premios y nominaciones
| Año  | Premios                                     | Categoría                                                                       | Nominado(s)                                                                   | Resultado | Ref.   |
| ---- | ------------------------------------------- | ------------------------------------------------------------------------------- | ----------------------------------------------------------------------------- | --------- | ------ |
| 2019 | American Society of Cinematographers Awards | Mejor ejecución en cinematografía en series regulares para televisión comercial | Ben Richardson (por «Daybreak»)                                               | Nominado  | [ 72 ] |
| 2019 | Hollywood Post Alliance Awards              | Mejor sonido                                                                    | Alan Robert Murray, Tim LeBlanc & Dean A. Zupancic (por «Daybreak»)           | Nominado  | [ 73 ] |
| 2019 | Hollywood Post Alliance Awards              | Mejor sonido                                                                    | Alan Robert Murray, Tim LeBlanc & Dean A. Zupancic (por «Kill the Messenger») | Nominado  | [ 73 ] |